# 지도 공적선정비군
지도 공적선정비군은 전라남도 신안군 지도읍 읍내리에 있다. 2000년 1월 31일 신안군의 향토유적 제6호로 지정되었다.

## 개요
1682년에 설치된 지도진과 1896년 지도군이 창군되면서 서남해 도서지역의 중심지 역할을 했던 지도군의 옛 자취를 느껴볼 수 있는 유적이다.